# Aziz Bartal
Aziz Bartal, né le 4 février 1982 à Marseille, est un taekwondoïste français.
Il remporte la médaille de bronze dans la catégorie des moins de 62 kg aux Championnats d'Europe de taekwondo 2004.